# 라이언 시거
라이언 폴 시거(Ryan Paul Seager, 1996년 2월 5일 요빌 ~ )는 잉글랜드의 축구 선수이다. 현재 요빌 타운 소속이며, 포지션은 공격수이다.